# سارة براون (منافسة ألعاب القوى)
سارة براون (بالإنجليزية: Sarah Brown)‏ هي منافسة ألعاب القوى أمريكية، ولدت في 1986.

## وصلات خارجية
- سارة براون على موقع الاتحاد الدولي لألعاب القوى (الإنجليزية)
- سارة براون على موقع الدوري الماسي (الإنجليزية)